# Thymus helendzhicus
Thymus helendzhicus — вид рослин родини глухокропивові (Lamiaceae), поширений у Закавказзі й Краснодарському краю.

## Опис
Напівкущик з повзучими стовбурками. Висота — 8 см. Безплідні пагони стеляться і піднімаються тільки на верхівці. Квітконосні гілки прямостоячі, запушені короткими волосками. Листки сидячі, вузьколінійні, зі стеблообгортною основою й довговійчатими краями. Поверхня листя покрита сосочками; точкові залозки рідкісні. Суцвіття щільне, головчате; приквіткове листя широко-ланцетне. Квітконіжки короткі. Віночок ліловий, до 6 мм довжиною. Чашечка двогуба, з віями на краю зубчиків.

## Поширення
Рослина Закавказзя (Азербайджан, Вірменія та Грузія) і Краснодарського краю.